# ISO/IEC 14443
ISO 14443 definisce lo standard di una smart card contactless usata nei sistemi di bigliettazione elettronica, identificazione di persone e oggetti, sistemi di pagamento, controllo di accessi, carta d'identità elettronica italiana
Recentemente gli standard ICAO per i documenti di viaggio leggibili automaticamente (tramite macchine) specificano la formattazione dei file per la firma crittografica e i protocolli di autenticazione per memorizzare elementi biometrici (fotografia del viso, impronte digitali, o dell'iride).
Tutti i dispositivi che rispettano lo standard ISO 14443 possono comunicare tra di loro senza problemi (concetto riassunto nel termine interoperabilità).
Lo standard è stato sviluppato dal comitato tecnico congiunto ISO e IEC e viene quindi indicato anche come ISO/IEC 14443.
I lettori a Radio Frequency Identification (RFID) usano un microcontrollore interno (inclusivo del proprio microprocessore e diversi tipi di memoria) e un'antenna a loop magnetico che funziona a 13,56 MHz (RFID frequency). Frequenza che appartiene alla banda detta HF. I dispositivi sono solo passivi (non hanno un sistema di alimentazione autonoma: al momento della operazione di lettura o scrittura si alimentano mediante il campo elettromagnetico emesso dal dispositivo che li interroga).

## Caratteristiche
Le caratteristiche fisiche delle smart card sono definite dallo standard ISO 7810 ID-1. La compatibilità per le smart card è richiesta per le 4 parti dello standard ISO 14443:
- Parte 1: caratteristiche fisiche;
- Parte 2: radiofrequenza e modulazione (modalità A o modalità B);
- Parte 3: inizializzazione e anticollisione;
- Parte 4: protocollo di trasmissione.

Lo standard descrive due tipi di carte: Tipo A e Tipo B. La distinzione tra carte A e carte B della norma è relativa alle modalità di modulazione del segnale, che è esplicitata nella parte 2 dello standard. La parte 4 della ISO 14443 descrive invece il protocollo di alto livello utilizzato (chiamato T=CL), che vale sia per la A sia per la B. Il protocollo T=CL specifica i blocchi, gli exchange dei blocchi e i meccanismi
1. data block chaining
2. waiting time extension
3. multi-activation

L'ISO 14443 usa i seguenti termini per i dispositivi tra cui si instaura la comunicazione e lo scambio di dati (definite nella parte 1 dello standard):
- PCD — lettore (Proximity Coupling Device)
- PICC — carta di prossimità con circuito integrato (Proximity Integrated Circuit Cards)

## Carte MIFARE e carte Calypso
Attualmente, le implementazioni diffuse sul mercato sono essenzialmente di due tipologie: MIFARE e Calypso. La differenza fondamentale è che MIFARE è una sorta di standard de facto ma è di proprietà della NXP Semiconductors (uno spin off (2006) della Philips) ed è attualmente distribuito da una ditta omonima, mentre Calypso è uno standard internazionale senza un proprietario (e quindi senza copyright).
Le carte MIFARE ottemperano alla ISO 14443 parte 1, 2 e 3 (type A). Per le carte MIFARE esistono 2 famiglie:
- carte MIFARE Standard (Ultralight, Ultralight C, Classic 1 kilobyte e 4 kB, Plus S e X 2 kB o 4 kB, DESFire). Rispondono alla ISO 14443 1, 2 (A), 3, non alla parte 4 dello standard (hanno un protocollo proprietario). Inoltre sono carte a memoria (senza microprocessore), sono quindi adatte solo per applicazioni "semplici".
- carte T=CL (ProX e SmartMX). Rispondono alla ISO 14443 1, 2 (A), 3 e anche alla parte 4. Sono carte con microprocessore, e sono quindi adatte per applicazioni "complesse".

Le carte Calypso ottemperano alla ISO 14443-B. Sono dotate di microprocessore (possono quindi gestire applicazioni complesse), rispondono a tutti i 4 punti della norma e seguono la modulazione di tipo B.

## Altri tipi di carte derivanti dalla ISO 14443
Oltre al tipo A e al tipo B sono in circolazione altre carte basate sulla ISO 14443, anche se con lievi differenze rispetto ai tipi A e B. Per ognuna di esse si usa talvolta erroneamente l'espressione "ISO 14443 Tipo C". Tali carte sono:
- le carte ISO 18092, individuate anche con l'espressione Near Field Communication (come la famiglia Felica, prodotta da Sony);
- la carta PayPass, utilizzata da MasterCard, che usa lo standard 14443 di trasferimento dati adottando però come protocollo di comunicazione quello di mutuo riconoscimento.